# 1-Pentanol
1-pentanol (ou n-pentanol, pentan-1-ol) é o álcool primário de cadeia linear com 5 carbonos, de fórmula química C5H11OH. Líquido incolor de aroma desagradável. O éster formado a partir do ácido butanóico e 1-pentanol, butirato pentil, cheira a damasco. O éster formado a partir do ácido acético e 1-pentanol, acetato de amila (acetato pentil), tem cheiro de banana.
Pode ser obtido também a partir da destilação fracionada de óleo de linhaça. Para reduzir o uso de combustíveis fósseis, existem pesquisas com o objetivo de produzir o bio-pentanol, feito a partir de reações de fermentação. O pentanol pode ser usado como solvente na produção do revestimento de CDs e DVDs. Pode ser usado como um substituto para a gasolina.